# Blandine Pont
Blandine Pont (28 de noviembre de 1998) es una deportista francesa que compite en judo. Ganó una medalla de plata en el Campeonato Europeo de Judo de 2024, en la categoría de –48 kg.

## Palmarés internacional
| Campeonato Europeo | Campeonato Europeo | Campeonato Europeo | Campeonato Europeo |
| Año                | Lugar              | Medalla            | Categoría          |
| ------------------ | ------------------ | ------------------ | ------------------ |
| 2024               | Zagreb (Croacia)   | Medalla de plata   | –48 kg             |